# Захаренко Василь Іванович
Васи́ль Іва́нович Заха́ренко (дати народження і смерті невідомі) — український актор, антрепренер, драматург ХІХ — початку ХХ століття, народний учитель. Випускник Феодосійського університету.

## Творчість
Зіграв ролі
- Черевик, Печериця («Сорочинський ярмарок», «Крути та не перекручуй» Михайла Старицького);
- Виборний («Наталка Полтавка» Івана Котляревського).

Автор п'єс
- «Лицар темної ночі»;
- «Безталанна сім'я»;
- «Сваха»;
- «Богдан Хмельницький»;
- «Дочка великого гетьмана»;
- «Бродяга».

У 1904 році в його трупі грав актор Трохим Колесниченко.